# Eva Brunne
Gerd Eva Cecilia Brunne (Malmö, 7 de marzo de 1954) es obispa de la Iglesia de Suecia. Se desempeñó como obispa de Estocolmo desde 2009 hasta 2019. Es la primera obispa abiertamente lesbiana de una iglesia tradicional en el mundo y la primera obispa de la Iglesia de Suecia en estar casada.

## Trayectoria
Brunne nació en Malmö el 7 de marzo de 1954 y allí pasó su infancia.  Tras la universidad, se convirtió en estudiante de teología en la Universidad de Lund. Fue ordenada sacerdote en 1978 y comenzó a servir en la Diócesis de Lund, que comprende las provincias más meridionales de Suecia, Blekinge y Scania. Pasó los primeros años de su sacerdocio en Karlskrona, Blekinge. En 1980, al convertirse en Secretaria General del Movimiento Estudiantil Cristiano Sueco, se estableció de forma permanente en Estocolmo. Antes de asumir el cargo de vicaria de la parroquia de Sundbyberg en 1990, trabajó como capellana universitaria y asesora del obispo. Tras ocho años de vicaría en Sundbyberg, pasó otros ocho como vicario de Flemingsberg. En 2000 asumió el cargo de jefa del decanato de Huddinge y Botkyrka, cargo que ocupó hasta 2006.
Tras representar  al clero en el capítulo de la Diócesis Luterana de Estocolmo desde 1997 hasta 2005, se convirtió en decana de dicha diócesis en 2006. El 26 de mayo de 2009, fue elegida obispa de Estocolmo,  sucediendo a Caroline Krook. Ella es la primera obispa abiertamente lesbiana del mundo y el primer obispo de la Iglesia de Suecia que ha vivido en una relación homosexual legal. Ganó las elecciones por 413 votos contra 365 y declaró: "Es muy positivo que nuestra Iglesia dé ejemplo aquí y me elija como obispo basándose en mis cualificaciones, cuando también saben que pueden encontrar resistencia en otros lugares". En el sitio web oficial de la Iglesia de Suecia, Brunne escribió: «En el sitio web oficial de la Iglesia de Suecia, escribió: "Sé lo que es que te cuestionen. Estoy en la afortunada situación de que tengo poder, y puedo usarlo en beneficio de los que no tienen poder".
Fue consagrada obispa por Anders Wejryd, arzobispo de Upsala, en la catedral de Upsala el 8 de noviembre.  El rey Carlos XVI Gustavo y la reina Silvia asistieron a la consagración. Cinco obispos anglicanos, incluido el entonces arzobispo de Canterbury, Rowan Williams, declinaron la invitación a asistir a la ceremonia, al igual que los representantes de la Federación Luterana Mundial y las iglesias de Islandia, Estonia, Letonia y Lituania. El arzobispo Wejryd negó que el clero de la Iglesia de Inglaterra estuviera boicoteando la ceremonia.

### Escudo de armas
Brunne confirmó que su escudo de armas como obispa de Estocolmo está compuesto por «el escudo de armas de la diócesis de Estocolmo, San Erico y la bandera sueca y el  sello de Lutero.

### Inauguración del Riksdag
En octubre de 2010, Brunne participó en una manifestación contra el racismo en Estocolmo, después de que el partido nacionalista Demócratas de Suecia entrara en el Riksdag. Al día siguiente, mencionó las manifestaciones en un sermón religioso tradicional que precede a la apertura del Riksdag. En respuesta, Jimmie Åkesson y otros miembros del partido abandonaron furiosos la iglesia. Åkesson dijo que la obispa claramente atacó a su partido en su discurso. Ella negó que el discurso estuviera dirigido contra un partido político específico.

### Eliminación de símbolos cristianos
En septiembre de 2015 Brunne propuso la retirada de los símbolos del cristianismo, incluidas las cruces, de la Iglesia de los Marineros del puerto de Estocolmo, para abrir la iglesia al culto de los marineros de todas las creencias y marcar la dirección de La Meca como un servicio a los visitantes musulmanes. Dado que la Iglesia de los Marineros es una fundación independiente y, aunque se encuentra en Estocolmo, no forma parte de la Diócesis de Estocolmo de Brunne, Kicki Wetterberg, responsable de la Iglesia de los Marineros, rechazó la sugerencia en una entrevista con Dagen, afirmando que no tenía «ningún problema con que marineros musulmanes o hindúes rindan culto en la iglesia, pero la iglesia mantendrá sus cruces, al ser una iglesia cristiana».

## Vida personal
Desde 2001, Brunne está legalmente casada con Gunilla Lindén, quien también es sacerdote ordenada de la Iglesia de Suecia. La relación de la pareja recibió una bendición de la iglesia y las dos tienen un hijo.